# رازانوو (استان اشوی‌داشکسیه)
رازانوو (به لهستانی: Radzanów) یک منطقهٔ مسکونی در لهستان است که در گمینا بوسکو-زدروی واقع شده‌است.